# 3. juni
3. juni er dag 154 i året i den gregorianske kalender (dag 155 i skudår). Der er 211 dage tilbage af året.

Dagens navn er Erasmus.

### Begivenheder
Født - Dødsfald
- 1326 - Norge og Kijevriget underskriver Novgorod-traktaten, der regulerer grænsen mellem de to lande og derved retten til at beskatte den lokale befolkning i Finnmark.
- 1809 - Kirkeejere i Danmark mister deres "kaldsret" og kan ikke længere selv ansætte præster. I stedet kan de foreslå kandidater for kongen, som derpå vælger og ansætter.
- 1910 - Journalisten Alfred Nervø foretager den første flyvning hen over København.
- 1937 - Hertugen af Windsor gifter sig med Mrs. Wallis Simpson i Frankrig.
- 1940 - Paris lider under voldsomme tyske luftbombardementer.
- 1965 - Den amerikanske astronaut Edward White begiver sig på USA's første rumvandring forbundet til rumkapslen Gemini 4 med en livline.
- 1969 - Sidste episode af den originale Star Trek-serie udsendes i USA.
- 1974 - Yitzhak Rabin overtager posten som Israels premierminister efter Golda Meir.
- 1976 - Bolivias tidligere præsident Juan Jose Torres findes myrdet i Argentina.
- 1980 - Danmarks hidtil dyreste maleri sælges på Arne Bruun Rasmussens auktioner i København. Christen Købkes maleri af søsteren Cecilie sælges for 530.000 kr.
- 1982 - Britiske styrker smider flyveblade ud over Port Stanley på Falklandsøerne og opfordrer de argentinske tropper til at overgive sig.
- 1983 - Udlændingeloven af 1983 blev vedtaget af Folketinget med 155 stemmer for, mens kun Fremskridtspartiets 12 medlemmer stemte imod lovens vedtagelse.
- 1988 - Poul Schlüter danner en KVR-regering, hvor De Radikale får fire ministerposter på bekostning af CD og KRF.
- 1998 - To lærere afskediges fra Dalumskolen i Odense, da de nægter at undervise muslimske piger, som bærer tørklæde.
- 1998 - Eschede-ulykken: Intercity-Express-toget "Wilhelm Conrad Röntgen" afsporer ved byen Eschede på grund af defekt hjul - 101 personer omkommer.
- 2000 - En 12 meter lang kaskelothval strander på Rømø.
- 2000   - MTV Movie Awards 2000 afholdes i Culver City, Californien.
- 2008 - Finansmanden Klaus Riskær Pedersen får ved Østre Landsret nedsat sin dom fra byretten fra 7 til 6 års ubetinget fængsel for bedrageri, mandatsvig og underslæb. [1]
- 2011 - Copenhagen Suborbitals opsendte raketten og rumkapslen Heat 1X Tycho Brahe til en højde af 2,8 km fra affyringsplatformen Sputnik i havet øst for Nexø på Bornholm.

### Født
- 1726 - James Hutton, skotsk geolog (død 1797).
- 1765 - Friederike Brun,  dansk forfatter og salonværtinde (død 1835).
- 1808 - Jefferson Davis, amerikansk præsident (død 1889).
- 1804 - Richard Cobden, britisk politiker (død 1865).
- 1843 - Frederik 8., konge af Danmark 1906-1912 (død 1912).
- 1865 - George 5., engelsk konge (død 1936).
- 1906 - Josephine Baker, fransk danser og sangerinde (død 1975).
- 1922 - Alain Resnais, fransk filminstruktør (død 2014).
- 1924 - Torsten Wiesel, svensk neurofysiolog og læge.
- 1925 - Tony Curtis, amerikansk skuespiller (død 2010).
- 1926 - Allen Ginsberg, amerikansk digter (død 1997).
- 1935 - Bengt Saltin, svensk-dansk medicinsk professor (død 2014).
- 1937 - Povl Kjøller, dansk musiker og børne tv-vært (død 1999).
- 1942 - Curtis Mayfield, amerikansk musiker og komponist (død 1999).
- 1943 - Lotte Horne, dansk skuespillerinde.
- 1945 - Gerda Eichhorn, tysk politiker.
- 1947 - Bjarne Nielsen Brovst, dansk højskoleforstander og forfatter (død 2021).
- 1950 - Suzi Quatro, amerikansk rockmusiker.
- 1951 - Jill Biden, amerikansk førstedame.
- 1967 - Lars Hjortshøj, dansk komiker, skuespiller, radiovært og tv-vært.
- 1977 - Johannes Langkilde, studievært på TV 2 Nyhederne.
- 1980 - Mette Melgaard, dansk håndboldspiller.
- 1982 - Jelena Isinbajeva, russisk atlet.
- 1986 - Rafael Nadal, spansk tennisspiller.
- 1993 - Ståle Sandbech, norsk snowboarder.

### Dødsfald
- 1764 - Hans Adolph Brorson, dansk præst og salmedigter (født 1694).
- 1875 - Georges Bizet, fransk komponist (født 1838).
- 1877 - Ludwig von Köchel, østrigsk musikforsker (født 1800).
- 1899 - Johann Strauss den yngre, østrigsk komponist (født 1825).
- 1900 - Mary Kingsley, engelsk forfatter og opdagelsesrejsende (født 1862).
- 1924 - Franz Kafka, tjekkisk forfatter (født 1883).
- 1963 - Johannes 23., italienskfødt pave (født 1881).
- 1963   - Nazım Hikmet, tyrkisk digter (født 1901).
- 1976 - Viggo Kampmann, dansk statsminister (født 1910).
- 1977 - Roberto Rossellini, italiensk filminstruktør (født 1906).
- 1987 - Andrés Segovia, spansk guitarist (født 1893).
- 1989 - Ruhollah Khomeini, iransk præst og politiker (født 1900).
- 1998 - Poul Bundgaard, dansk sanger og skuespiller (født 1922).
- 2001 - Anthony Quinn, mexicansk-amerikansk skuespiller (født 1915).
- 2009 - Koko Taylor, amerikansk bluessanger (født 1928).
- 2010 - Rue McClanahan, amerikansk skuespillerinde (født 1934).
- 2010 - Vladimir Arnold, russisk matematiker (født 1937).
- 2011 - James Arness, amerikansk filmskuespiller (født 1923).
- 2016 - Muhammad Ali, amerikansk bokser (født 1942).

|  | Denne datoartikel kan blive bedre, hvis der indsættes et (bedre) billede Du kan hjælpe ved at afsøge Wikimedia Commons for et passende billede eller uploade et godt billede til Wikimedia Commons iht. de tilladte licenser og indsætte det i artiklen. |

1. ↑  TV2